# Янушкевич Микола Миколайович
Микола Миколайович Янушке́вич 1 (13) травня 1868 — 5 (18) лютого 1918 — російський генерал від інфантерії, начальник Головного управління Генерального штабу Російської імперії (1914).

## Біографія
Православний. З дворян Псковської губернії, син капітана.
Закінчив Миколаївський кадетський корпус (1885) і Михайлівське артилерійське училище (1888). Випущений Підпоручиком лейб-гвардії в 3-ю артилерійську бригаду. Поручик (ст. 09.08.1892). В 1896 р. закінчив Миколаївську академію Генерального Штабу по першому розряду. Штабс-Капітан гвардії з перейменуванням в Капітани ГШ (ст. 02.04.1895). Служив при Віленському воєнному окрузі. З 12 лютого 1897 — помічник старшого ад'ютанта штаба Віленського воєнного округа. Цензове командування ротою відбував у лейб-гвардії 1-го стрілецького батальйону (11.10.1897-19.10.1898). З 16 травня 1898 — в.о. столоначальника Головного Штабу. З 2 квітня 1899 — в.о. молодшого редактора кодифікаційного відділу при Воєнній Раді. Підполковник (ст. 06.12.1899). З 10 вересня 1900 — помічник діловода ст. оклада канцелярії Воєнного Міністерства. Полковник (ст. 06.12.1903).
З 17 лютого 1904 — діловод канцелярії Воєнного Міністерства. Цензове командування батальйоном відбував у лейб-гвардії Фінляндському полку (04.05.-07.09.1904). З 25 серпня 1905 — зав. законодавчим відділом канцелярії Воєнного Міністерства. Генерал-майор (ст. 06.12.1909). З 22 лютого 1911 — помічник нач. канцелярії воєнного міністерства. Одночасно з 8.1.1910 екстраординарний, з 8.10.1911 ординарний професор воєнної адміністрації в Миколаївській військовій академії. З 20 січня 1913 — начальник Миколаївської військової академії. Генерал-лейтенант (пр. 20.01.1913; ст. 06.12.1915). З 5 березня 1914 — начальник Генерального Штаба.

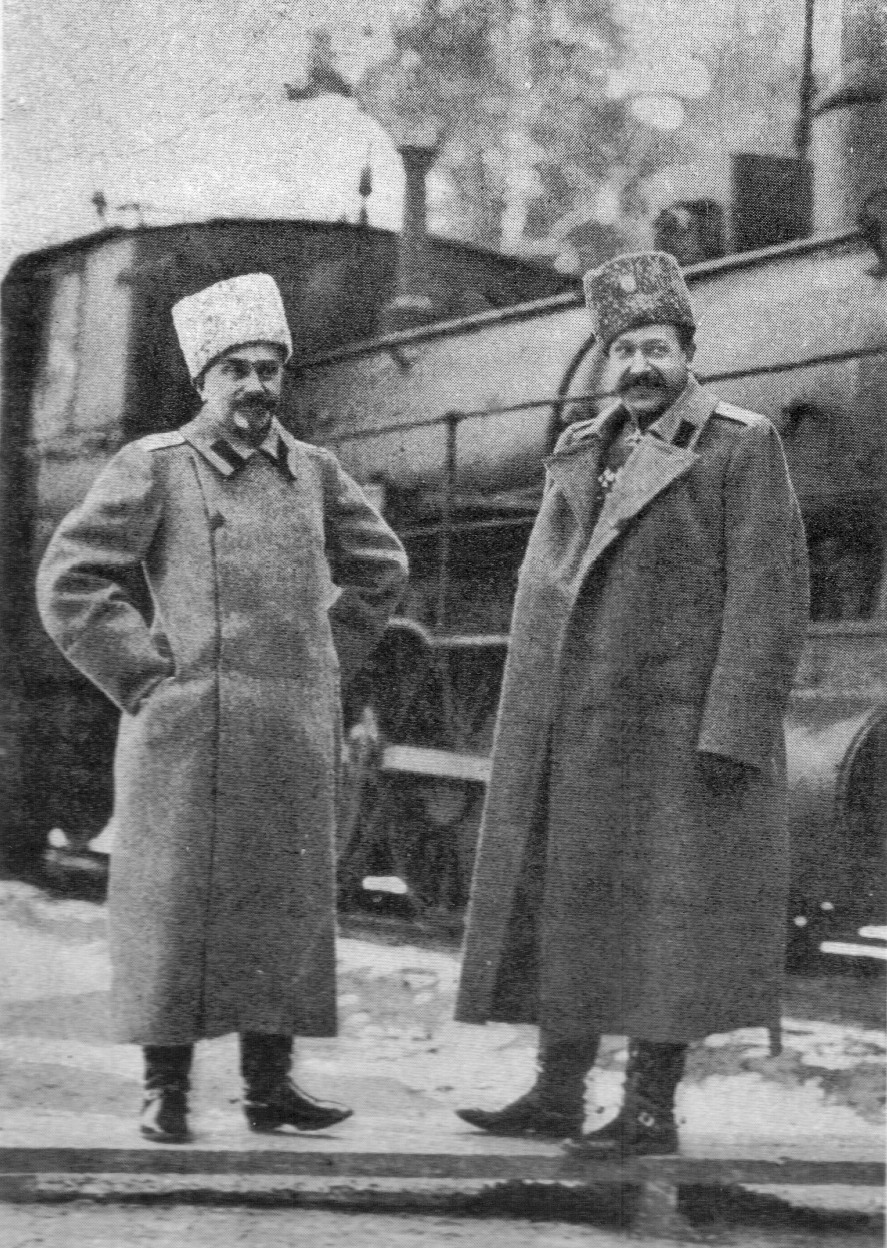
Ю.Н. Данилов і М. М. Янушкевич.

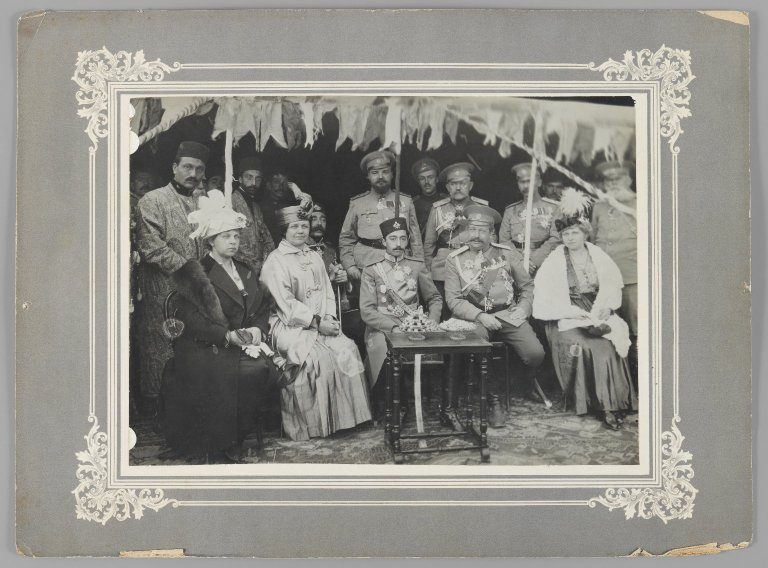
ген. Янушкевич і російський консул на вечірці Кронпринца Ірану у Тебрізі 1916 р.

Перед початком 1 св. війни Янушкевич за особистою рекомендацією Миколи II був призначений на посаду начальника штаба Ставки Верховного Головнокомандувача великого князя Миколи Миколайовича (19.07.1914). Коли постала загроза нападу Австро-Угорщини і Німеччини він розпочав мобілізацію військ Росії. Генерал від інфантерії (пр. 22.10.1914; ст. 06.12.1919).
Після призначення вел. кн. Миколи Миколайовича намісником на Кавказі був його помічником по військовим питанням (з 18.08.1915). З 13.09.1916 одночасно — гол. начальник постачань Кавказької армії.
Не маючи досвіду командування військовими операціями, він довірив всі питання оперативного керівництва ген.-квартирмейстеру Юрію Данилову, займався головним чином адміністративними та політичними питаннями. Власне кажучи, Янушкевич ніс за великого князя свого роду придворно-дипломатичну службу, причому заслужив його особливе благовоління. Наприклад їздив із депешами до Миколи II, який доводився князю двоюрідним племінником. 31.03.1917 звільнений зі служби «за хворобою» з мундиром і пенсією. На поч. 1918 р. заарештований в Могильові відправлений в Петроград, але на шляху поблизу станції Оредеж вбитий конвоїрами. Швидка розправа чекістів пов'язана не тільки із його зв'язками із Миколою II, але й помстою за те, що він підтримував заходи протидії шпіонажу, в рамках яких проводилась депортація юдеїв із прифронтової зони. Тіло було доставлено в покійницьку Обухівської жіночої лікарні, в лікарняній церкви св. ап. Петра і Павла відбулося відспівування. 10(23).02.1918 похований на Смоленському православному кладовищі Петрограда. Могила досі не виявлена.

## Оцінки
1.Сухомлинов В. О. «Воспоминания», 1924 «Спосіб дій великого князя Миколи Миколайовича і генерала Янушкевича був як у гравців, які поставили на карту долю армії, російського народу і дому Романових. Їх політика була легковажною грою… В 1914 році я і не підозрював яку роль відігравав Янушкевич в ті критичні дні».
2."Доля Росії у липні 1914 році визначалася взаємодією трьох ліній: дипломатичної, військової і династичної. Додамо: при безумовному применшенні останньої, хоча, саме російському царю належало право прийняття остаточного рішення. Якщо дипломатична лінія була представлена міністром закордонних справ С. Д. Сазоновим, то військова — більшою мірою начальником Генерального штабу Н. Н. Янушкевичем а не військовим міністром В. А. Сухомліновим. Сазонов і Янушкевич виступали ініціаторами вироблення рішень у зовнішньополітичній сфері та проведенні їх в життя шляхом надання тиску на царя."
М.Алексеев. Российская разведка от Рюрика до Николая II. М.,2000. С. 360—371.

## Нагороди
- Орден Святого Станіслава 3-й ст. (1893);
- Орден Святої Анни 3-й ст. (1898);
- Орден Святого Станіслава 2-й ст. (1902);
- Імператорський орден Святого Рівноапостольного князя Володимира 4-й ст. (1905); і 3-й ст. (1907);
- Орден Святого Станіслава 1-й ст. (10.04.1911);
- Орден Святої Анни 1-й ст. (29.12.1913).
- Орден Святого Георгія 4-й ст. (ВП 23.09.1914).

## Зовнішні зображення
- Зустріч імператора із Н. В. Рузським М.Янушкевичем [Архівовано 13 лютого 2019 у Wayback Machine.]
- Зустріч на фронті [Архівовано 15 грудня 2019 у Wayback Machine.]